# 釣りバカ日誌17 あとは能登なれハマとなれ!
『釣りバカ日誌17 あとは能登なれハマとなれ!』（つりバカにっしじゅうなな あとはのとなれハマとなれ）は、2006年8月5日公開の日本映画。釣りバカ日誌シリーズ第19作（レギュラーシリーズ第17作）。

## あらすじ
仕事より、三度の飯より、釣りと妻をこよなく愛する鈴木建設営業三課のダメ社員・ハマちゃんこと伝助。そんなある日、伝助の勤務する鈴木建設に弓子が入社し、奇しくも伝助が所属する営業三課に配属された。実は弓子は7年前に鈴木建設を寿退職しており、退職前は秘書課に在籍していた。今回の入社は‘‘再雇用‘‘によるものであったが、弓子の表情は以前にも増してあまり乗る気ではないような時折寂しい表情を浮かべる。そんな弓子を伝助の釣り友達である鈴木建設社長の鈴木ことスーさんは見かね、伝助に様子を見るように頼む。実は弓子は7年前にエリート証券マンと結婚するが、夫からの度重なるDVに耐えられず、2年前に離婚していたのだった。心の傷が癒えないまま、明るさを失っていた弓子であったが、そんな弓子を伝助は心から励まし続け、次第に明るさを取り戻していく。そんな中、伝助の隣人でポン友の船頭・八郎は弓子に一目惚れし、不器用ながらのアプローチをしつつ弓子を自宅まで送っていくと、自宅の前で弓子に声を掛ける彼女の隣人で美術教師・村井と会う。
数日後、石川県輪島市の実家に里帰りしていた弓子は、ちょうど出張で石川に来ていた伝助と遭遇。弓子は周囲から再婚話が持ち掛けられていたが、それをことごとく断っていただけに、そんな弓子が伝助とは楽しそうに話しながら歩く姿を見た輪島塗の塗師で弓子の兄・聖一は二人の仲を疑う。出張から帰り、伝助は弓子からお土産として託された輪島塗のカフスボタンを八郎に渡し、八郎は大喜び。すぐさま弓子にお礼を言おうと弓子の自宅へ行くが、ちょうど絵を飾りに来ていた村井に遭遇し、二人が付き合っていると咄嗟に思った八郎はがっくり肩を落としてそのまま帰ってしまう。誤解されたと心配する弓子に、村井は仙台に赴任先が見つかり、思い出として弓子の肖像画を描かせて欲しいと恋心をのぞかせながらお願いする。
後日、起工式出席のため伝助とスーさんは石川へと向かうが、伝助は弓子に電話し能登へ来ないかと誘う。それを聞いた村井は「自分も行く」と言い、やがて弓子にプロポーズした。弓子も村井のプロポーズを受け入れる。その翌日、村井は弓子と共に輪島を訪れ聖一に挨拶をしようとするが、酒の酔いと極度の緊張で舞い上がってしまい、そんな醜態を見た聖一は二人の結婚を断固反対する。だが、朗らかで心優しい聖一の妻・加代子のとりなしによって聖一は渋々二人の結婚を了承するのであった。

## キャスト
浜崎家
- 浜崎伝助（鈴木建設営業三課） - 西田敏行
- 浜崎みち子（妻） - 浅田美代子
- 浜崎鯉太郎（息子） - 持丸加賀

鈴木家
- 鈴木一之助（鈴木建設代表取締役社長） - 三國連太郎
- 鈴木久江（妻） - 奈良岡朋子

メインゲスト
- 沢田弓子（鈴木建設営業三課） - 石田ゆり子
- 村井徹（高校の美術臨時講師） - 大泉洋

鈴木建設
- 秋山（専務） - 加藤武
- 堀田智明（常務） - 鶴田忍
- 原口三郎（人事担当取締役） - 小野武彦
- 草森（秘書課長） - 中村梅雀
- 佐々木和男（営業本部次長） - 谷啓
- 舟木範夫（営業三課課長） - 益岡徹
- 蛸島（営業三課係長） - 加藤満
- 鯛子（営業三課） - 鈴木美恵子
- いずみ（営業三課） - 江本理恵
- 海老名（営業三課） - 筒井巧
- 浅利（営業三課） - 北山雅康
- 海野（営業三課） - 大家仁志
- 前原（運転手） - 笹野高史

その他
- 太田八郎（ハマちゃんの隣人） - 中本賢
- 佐伯聖一（弓子の兄） - 片岡鶴太郎
- 佐伯加代子（聖一の妻） - 宮崎美子
- 佐伯千秋（聖一の娘） - 海老瀬はな
- 料亭の女将 - 冨士真奈美
- ホテルの女将 - 松原智恵子
- 釣り人 - 道場六三郎
- 釣具屋の店主 - ヨネスケ
- 生徒 - 西洋亮、千代将太、柳澤貴彦
- 市の職員 - ダンディ坂野

## スタッフ
- 監督 - 朝原雄三
- 原作 - やまさき十三（作）、北見けんいち（画）（小学館「ビッグコミックオリジナル」連載）
- プロデューサー - 瀬島光雄、深澤宏
- 脚本 - 山田洋次、朝原雄三
- 撮影 - 近森眞史
- 美術 - 須江大輔
- 編集 - 石島一秀
- 音楽 - 信田かずお
- 照明 - 土山正人
- 録音 - 鈴木肇
- 助監督 - 石川勝己

## ロケ地
- 石川県
  - 金沢市
    - 兼六園
    - 金沢21世紀美術館

  - 七尾市
    - 和倉温泉

  - 輪島市
  - 珠洲市
    - 見附島

## 地上波放送履歴
| 回数  | テレビ局 | 番組名 | 放送日        |
| ----- | -------- | ------ | ------------- |
| 初回  | TBS      | -      | 2008年1月6日  |
| 2回目 | TBS      | -      | 2009年3月22日 |
| 3回目 | TBS      | -      | 2012年1月11日 |